# 蒸汽彈射器

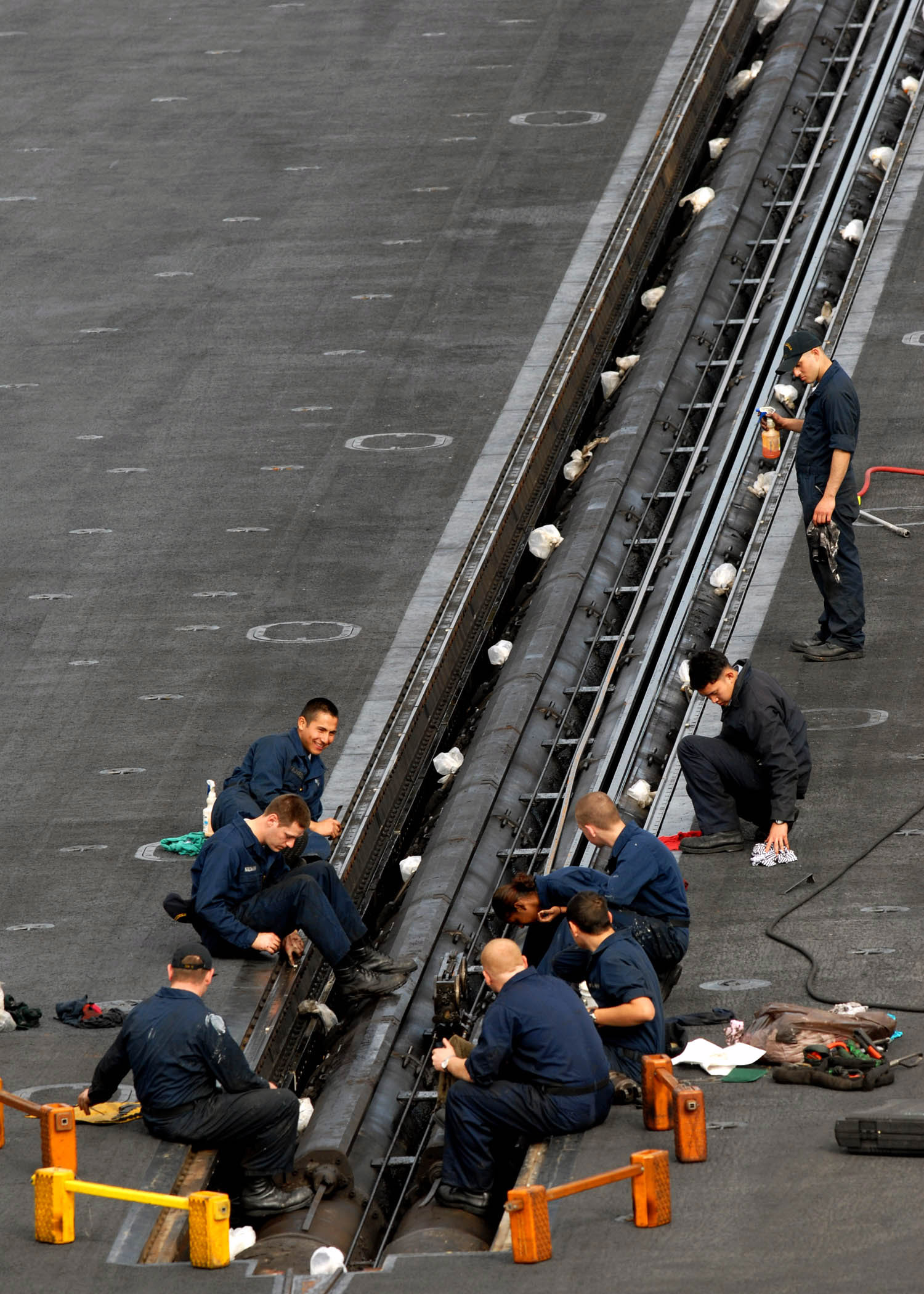
美國尼米茲級蒸汽彈射器的內部

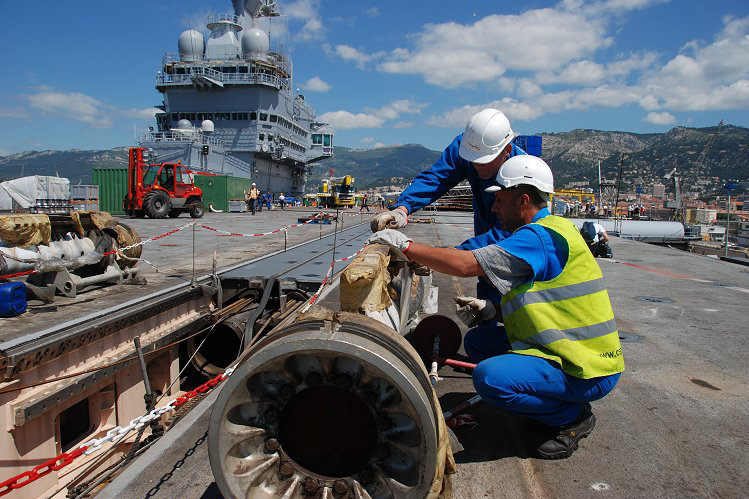
法国戴高乐号航母上装配的蒸汽弹射器

蒸汽彈射器（英語：steam catapult）是使用蒸汽的气动能为固定翼飞机提供外生加速度的飛機彈射器，主要在20世纪下半页设计建造的拥有弹射辅助起飞拦阻回收（CATOBAR）系统的航空母艦上使用。
第二次世界大戰後，由於喷气式飞机开始大量服役，艦載機的作战重量大幅提升，仅依靠飞机自身的航空发动机和原始的彈射器設備已不足以應付其起飞需求。於是在1951年，英国皇家海军的柯林·米切爾中校（Colin C. Mitchell）提出將航母蒸氣輪機产生的蒸氣連動到彈射器上，進而發明了航母用的蒸汽彈射器。蒸汽弹射器随后在冷战时期开始在美国海军的超级航母上广泛使用，成为美国霸权抢控海上战术制空权和战略制海权的一项关键技术。进入21世纪后，蒸汽弹射器开始被适应性更强的电磁弹射器所取代。

## 歷史
在20世紀50年代初，英國海軍上尉首先使用蒸汽的想法。試驗表明，它有可能獲得更強大的彈射器，而隨著大型噴氣飛機開始出現，蒸汽彈射系統搭載上航空母艦。
目前只有英國、美國、蘇聯、中國擁有製造技術。
- 英國的BXS-1型為世界首款飛機蒸汽彈射器，裝在英仙座號航空母艦（英语：HMS Perseus (R51)）上進行測試，未服役使用，BS4型是英國第一型實用蒸汽彈射器，裝備於邦纳文特号航空母舰、5月25日號航空母艦、墨爾本號航空母艦、競技神號航空母艦 (R12)、米勒斯吉拿斯號航空母艦、維克蘭特號航空母艦 (R11)，BS5型裝備於鷹號航空母艦、皇家方舟號航空母艦 (R09)、克里孟梭級航空母艦，BS6型原計劃配備於CVA-01航空母艦，但隨後該計劃被取消。
- 美國的C-11型技術源自從英國購入的五套BXS-1型，裝備於埃塞克斯級航空母艦、中途島級航空母艦，福萊斯特級航空母艦，C-7型裝備於福萊斯特級航空母艦，C-13型裝備於小鷹級航空母艦、企業號航空母艦 (CVN-65)、尼米茲級航空母艦、戴高樂號航空母艦。
- 蘇聯為斯维特兰娜-1型（Светлана-1），斯维特兰娜-1型因蘇聯解體後烏里揚諾夫斯克號航空母艦停工拆解也跟著夭折，未在航艦上正式使用過。
- 中國从报废的墨爾本號航空母艦上获得了整套蒸汽弹射器系统技术，事后官方报道中，1987年4月时已经在陆上复制成品中完成了飞机起飞测试[1]；003型航空母艦起初設計採用的是2條蒸汽彈射器，但是更簡潔優化的電磁彈射器完成了研製，重新修改了設計，使飛機彈射器數量增加到了3條，最終蒸汽彈射器未能上艦服役。

美國的C-13型為世界唯一現役的飛機蒸汽彈射器，裝備新型電磁彈射器的福特級航空母艦將逐步汰換採用蒸汽彈射器的尼米茲級航空母艦。不過美國海軍也提出一個蒸汽彈射器改進計劃，提升蒸汽彈射器的能力，因為蒸汽彈射器技術成熟，而電磁彈射系統仍然在實驗中，經提升的蒸汽彈射系統預計可使用到2050年代。

## 方式
蒸汽彈射器是將蒸汽壓力轉化為對飛機的推力，利用彈射器軌道上的滑塊把飛機高速彈射出去，而根據艦載機彈射方法，可分為兩種彈射方式，一種是「前輪彈射」，另一種是「拖索式彈射」。
彈射器的管線鋪設於飛行甲板下，並在甲板的溝槽上連結一滑塊，在「前輪牽引式」的情況下，飛機會將彈射桿勾住於滑塊，當彈射器充氣完成後，甲板會立起阻擋熱蒸氣、保護甲板作業人員的「噴流擋板」（分成耐熱磚和流水冷卻式兩種，目前新建航母採用前者，在不需進行彈射作業的情況下可蓋起來成為甲板的一部份），飛機再藉由蒸氣的強大推力驅動滑塊前進而起飛，多餘的蒸氣再於管線末端排出，若天候惡劣、甲板勤務人員不好進行作業時，可以自甲板的「彈射器綜合控制系統」操作，其為甲板上的一個半圓形透明操作室，可於該處操作彈射系統，不使用時可關閉而成為甲板的一部份。
拖索式彈射：初期使用的方法，需要多名人員在甲板待命，是以鋼索將艦載機掛載於滑塊上，再以其快速向前移動，將飛機沿着甲板上的軌道拖曳加速，進而起飛，現役航空母艦已不再使用這種方式。
在每具彈射器組成內含一對並聯式活塞汽缸，透過航母艦上的核反應爐或鍋爐所產生高壓蒸氣來推動飛機。起飛前活塞頂端會將飛機與滑梭相連；飛機用具有堅固桿子的箝制器（Holdback）加以固定住。預備起飛時候，汽缸閥門會打開，使得高壓蒸氣大量湧入裝置之中，此時活塞仍固定住讓飛機留在原地，等候活塞累積足夠壓力，產生巨量推力後，箝制器隨即鬆開讓彈射器啟動，產生大量的推進速度供起飛。飛機一但脫離航母之後，活塞就會衝入水力煞（Water Brake）就停止，以準備下一次任務使用 

## 缺點
蒸氣彈射器造價昂貴、設計、製造和安裝技術均複雜、保養維護非常費工夫和成本大，又需佔用航母大量空間和消耗大量淡水，美國曾為此考慮過蒸汽冷凝回收裝置，終因體積大及效率低而取消。
以美国小鷹級航空母艦的C-13弹射器为例，它一次弹射就要消耗625公斤的蒸汽和1吨左右的缓冲淡水。蒸汽在弹射后散失到外界，如果航母以每分钟1架的速度进行紧急弹射起飞，连续弹射8架飞机之后航母锅炉蒸汽压力就会损失20%，整个动力就会损失32%，航速就要下降8节。更不用說蒸氣需要先加熱保存才能使用，耽誤作戰的寶貴時間。
因此美國海軍研發新式的「電磁彈射器」，其原理類似磁浮列車，能有效降低維護和發射成本，並能提昇航母自動化程度。電磁彈射器已在福特級核動力航空母艦陸續配置。

## 图片

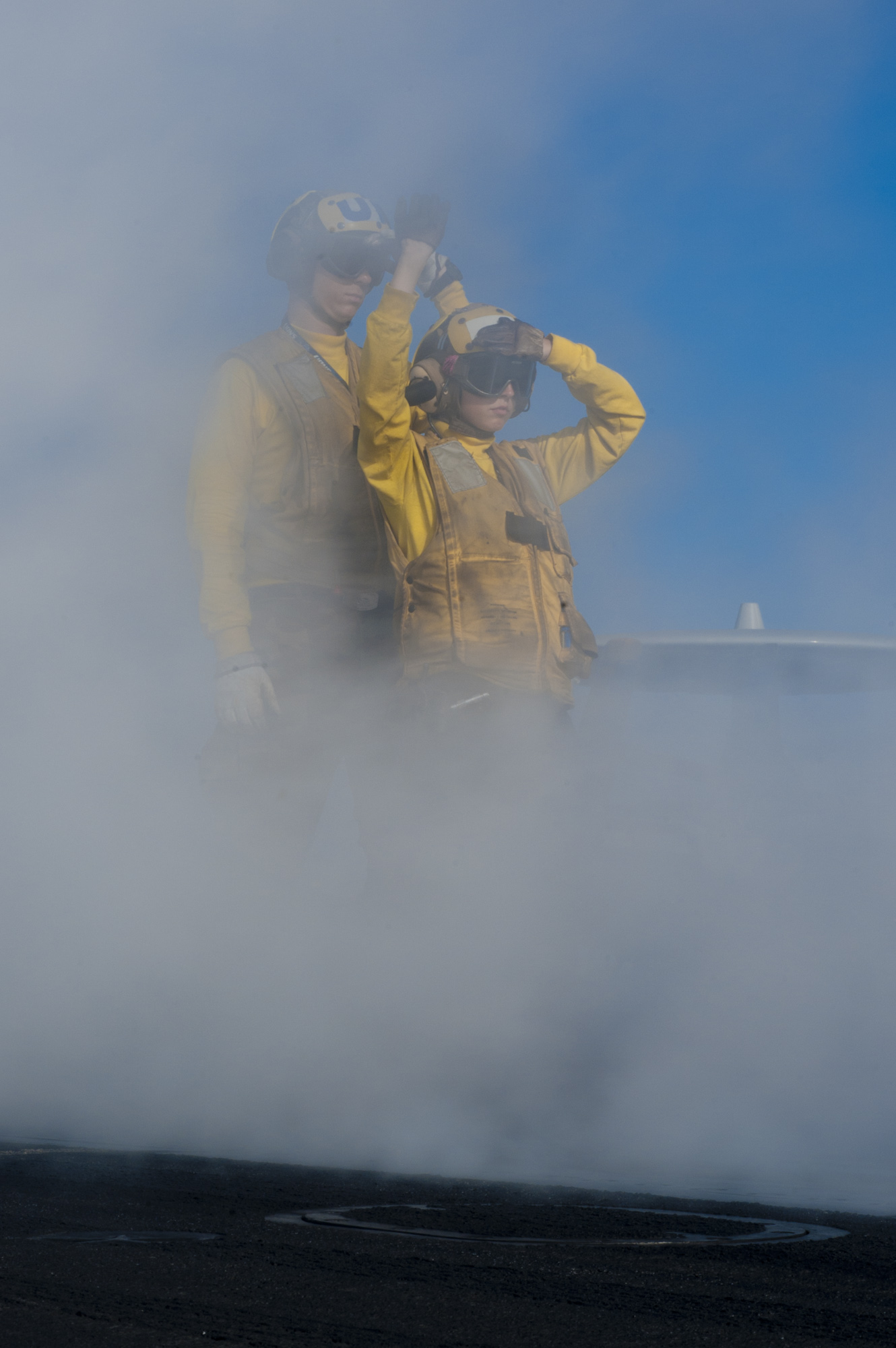
引导固定翼飞机到弹射点
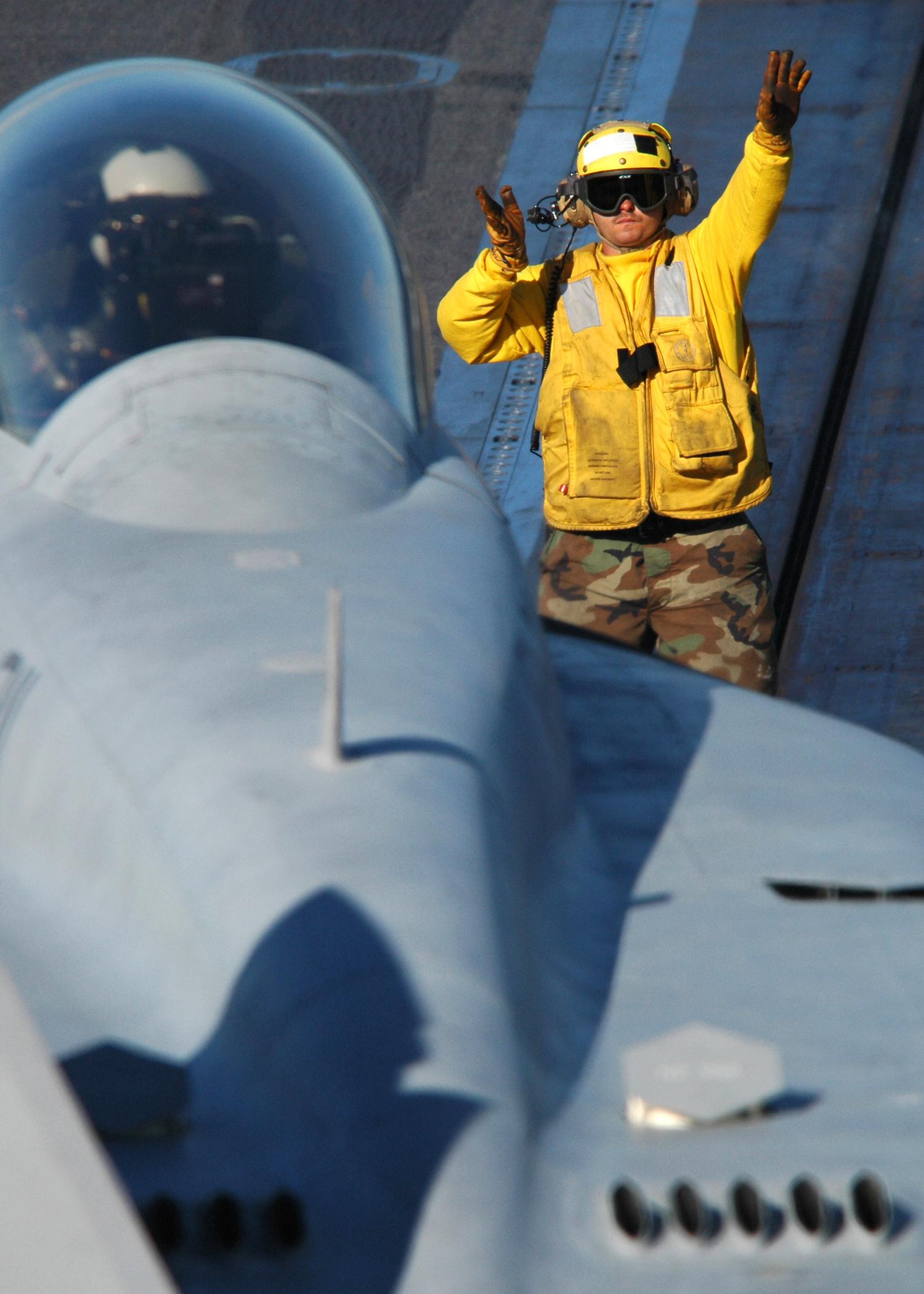
引导F/A-18C大黄蜂战斗机到弹射点
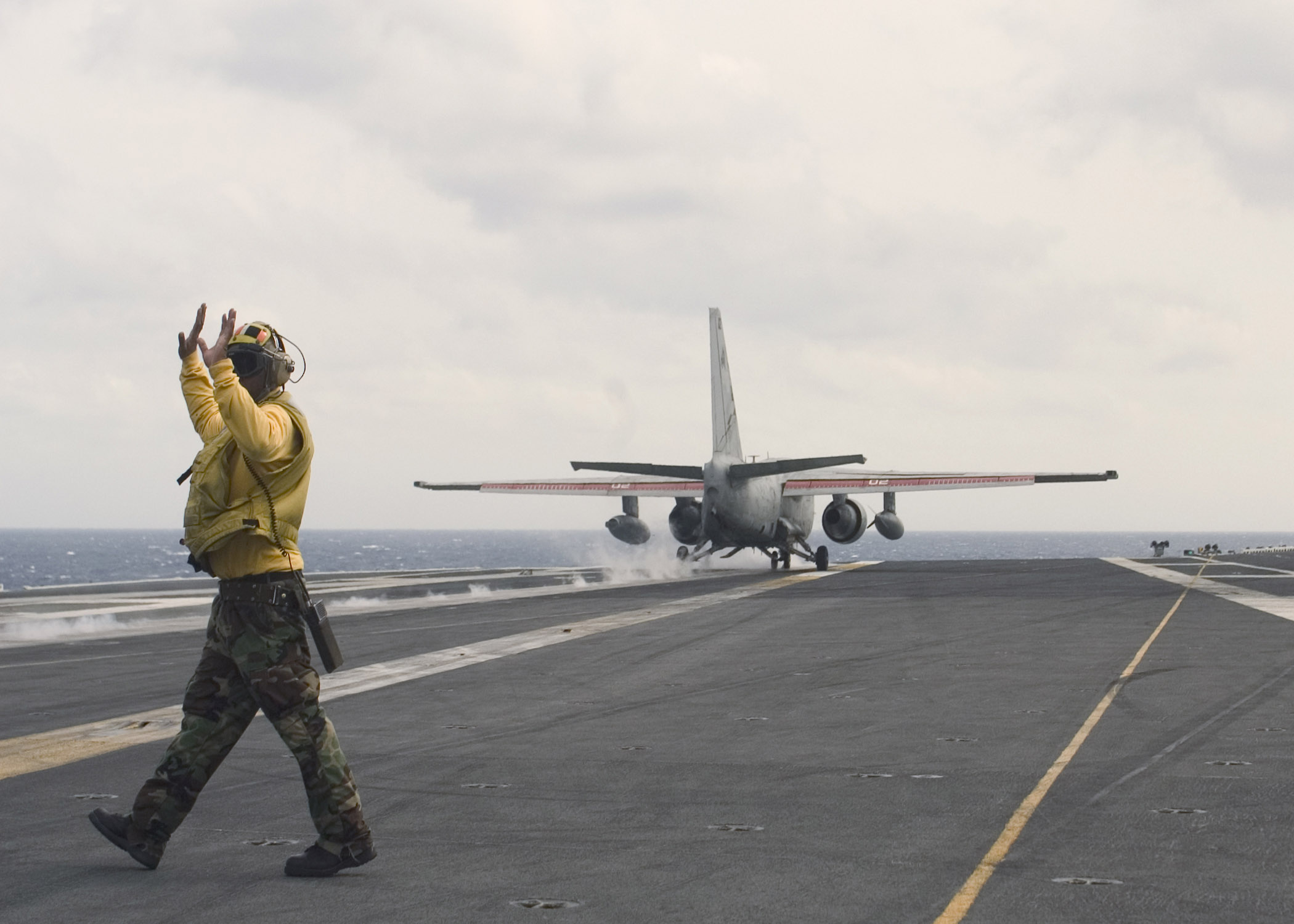
正在弹射的S-3B维京式反潜机
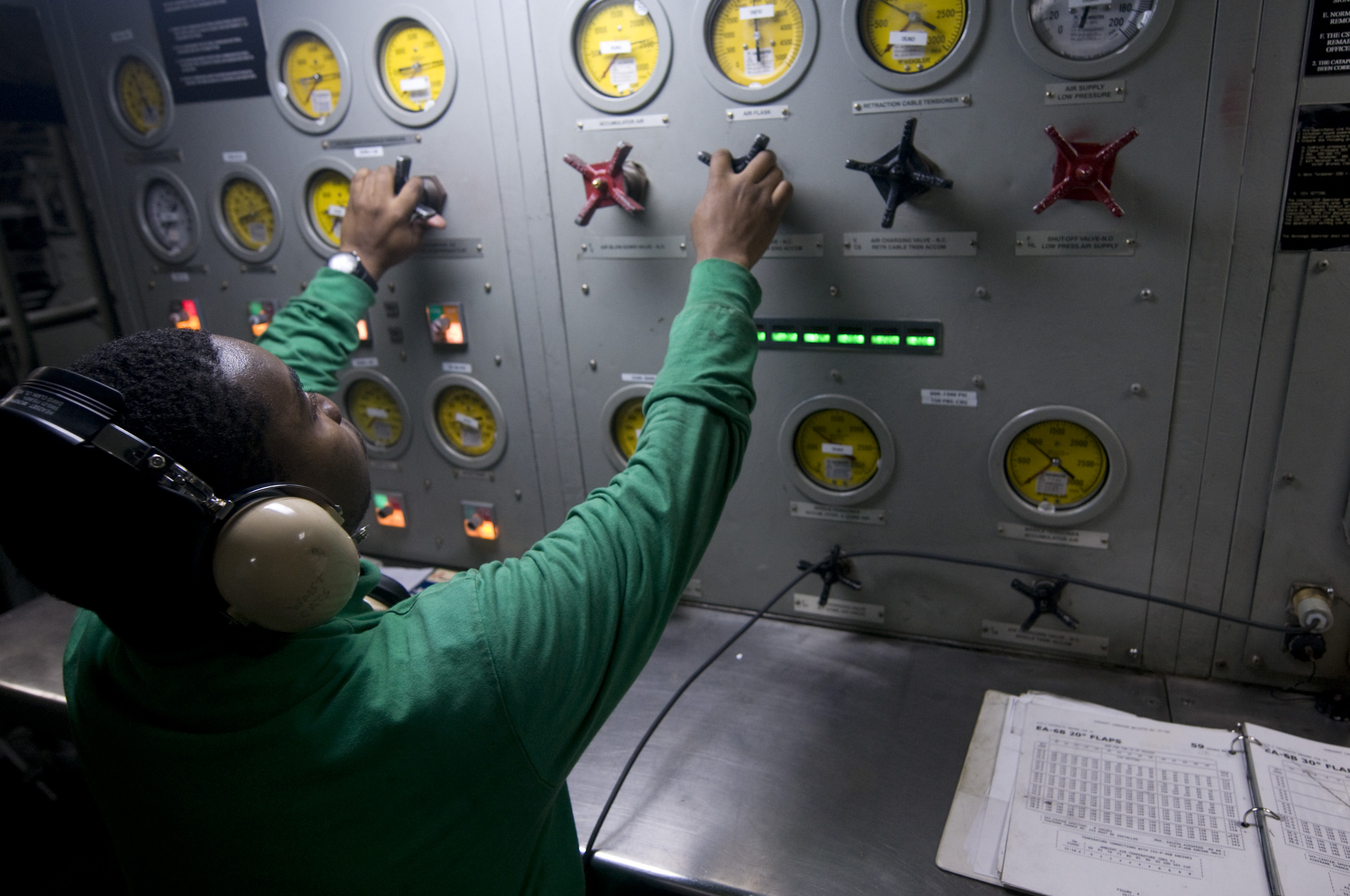
卡尔文森号航空母舰上的蒸汽弹射器控制室
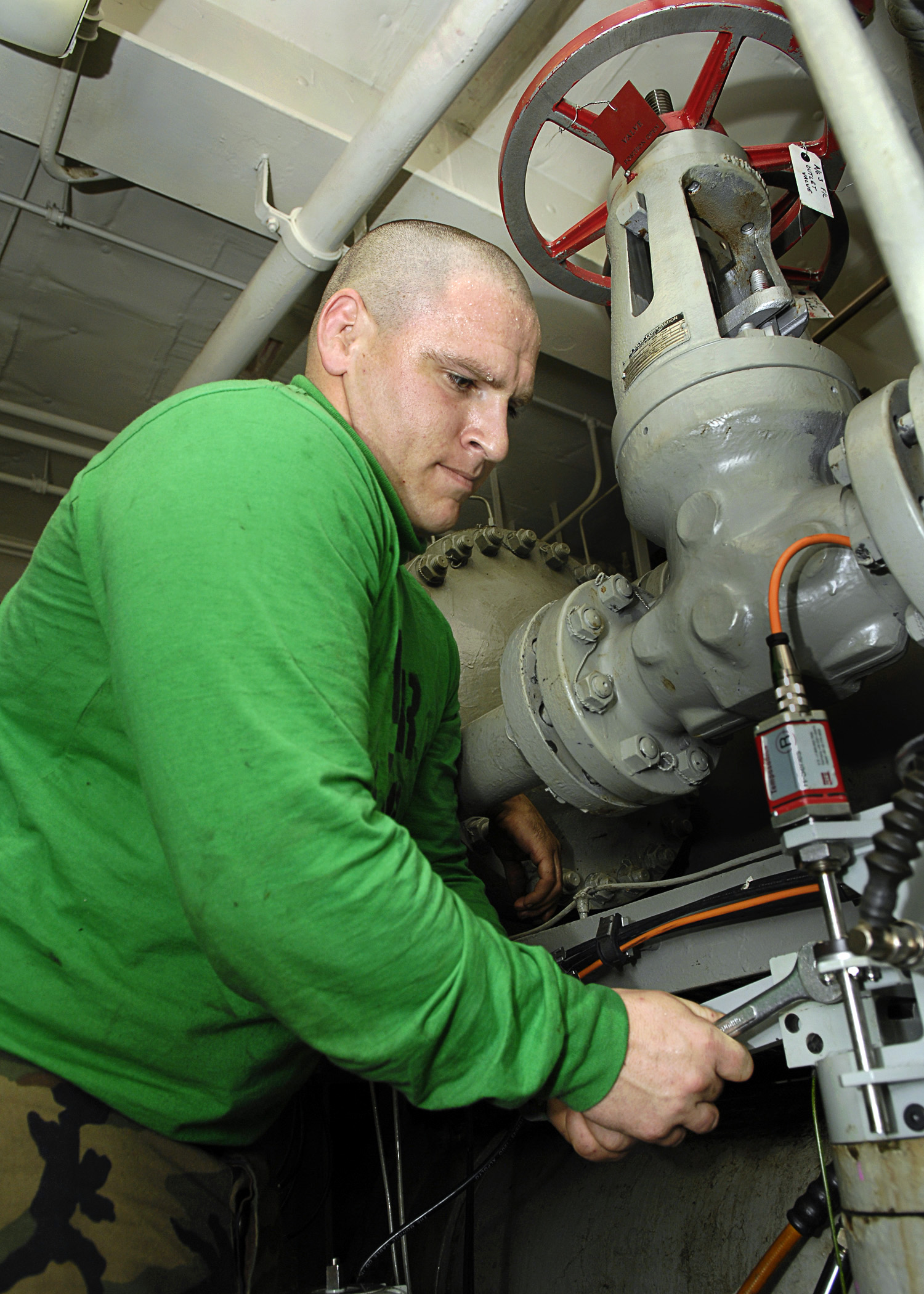
斯坦尼斯号航空母舰上的蒸汽弹射器液压系统
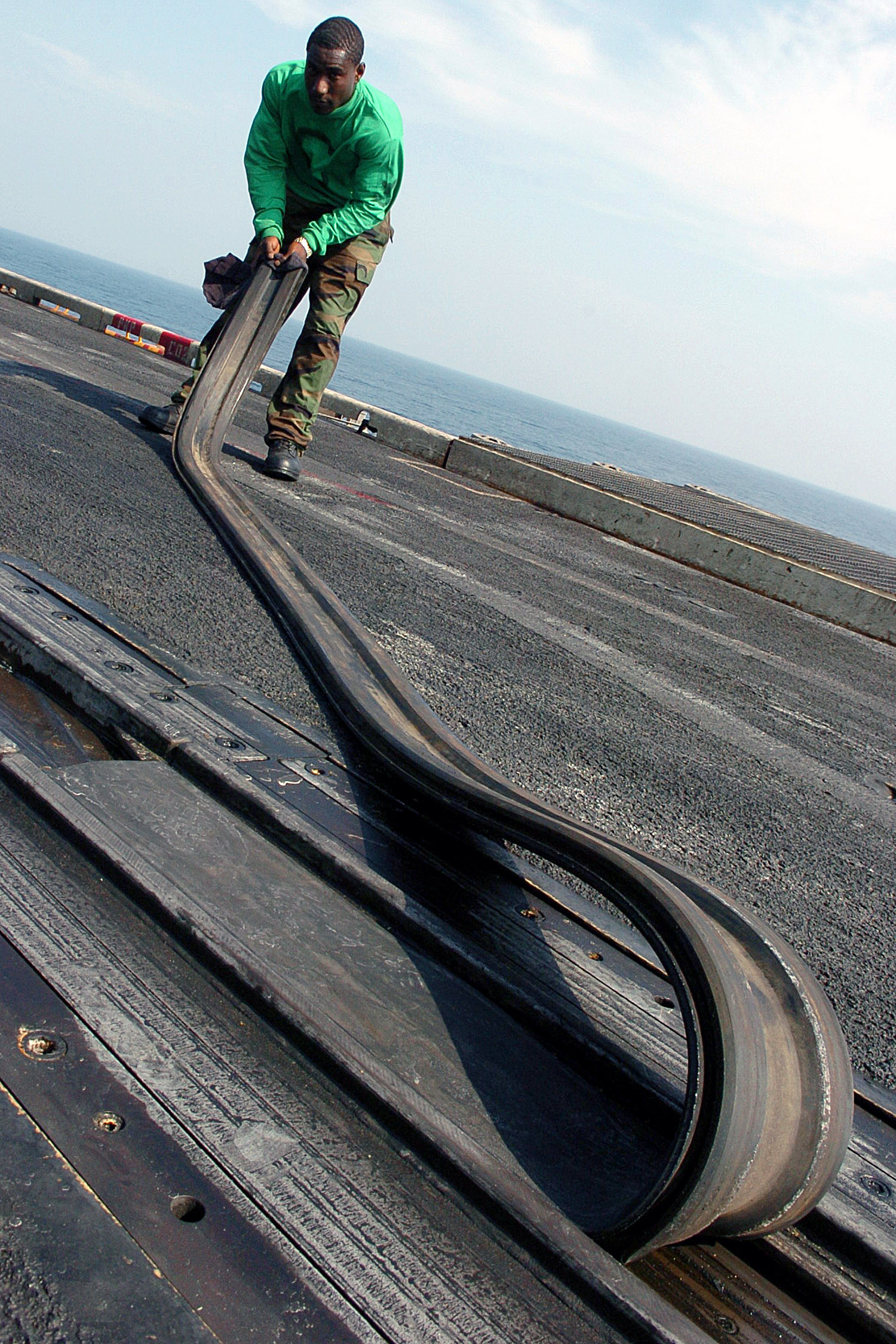
蒸汽弹射器的密封槽

## 使用的航空母艦
- 美国
  - 尼米茲級航空母艦
  - 企業級航空母艦（已退役）
  - 小鷹級航空母艦（已退役）
  - 福萊斯特級航空母艦（已退役）
  - 中途島級航空母艦（已退役）
  - 埃塞克斯級航空母艦（已退役）
- 法國
  - 戴高樂號航空母艦
  - 克里孟梭級航空母艦（已退役）
- 英国
  - 皇家方舟號航空母艦 (R09)（已退役）
  - 鷹號航空母艦（已退役）
  - 競技神號航空母艦 (R12)（改為滑跳甲板後出售印度）
- 加拿大
  - 邦纳文特号航空母舰（英语：HMCS Bonaventure）（已退役）
- - 墨爾本號航空母艦（已退役）
- 荷蘭
  - 卡爾·杜爾曼號（英语：Karel Doorman (R81)）（出售阿根廷）
- 阿根廷
  - 5月25日號航空母艦（已退役）
- 巴西
  - 聖保羅號航空母艦（已退役）
  - 米勒斯吉拿斯號航空母艦（已退役）
- 印度
  - 維克蘭特號航空母艦 (R11)（已退役）

## 資料來源
1. ↑  . 新锐军事. 2014-04-22. （原始内容存档于2016-01-27）.
2. ↑  . 《HOW IT WORKS 知識大圖解》 中文版. 2017年10月號, (37): 24. ISSN 2313-6812.